# Ildefons Lima
Ildefons Lima Solà (Barcellona, 10 dicembre 1979) è un ex calciatore spagnolo naturalizzato andorrano, di ruolo difensore.
Detiene il record di presenze (137) e di reti (11) con la nazionale andorrana, nonché la striscia di presenze internazionali più lunga nella storia delle nazionali di calcio: dal 22 giugno 1997 al 12 settembre 2023, ovvero 26 anni e 81 giorni.

## Biografia
Ha un fratello maggiore, Toni, con cui ha avuto modo di giocare insieme in nazionale per 12 anni.

## Caratteristiche tecniche
Noto per carisma e doti da leader, Lima era un difensore centrale, forte fisicamente ed efficace nel gioco aereo. Era inoltre un ottimo rigorista. A Trieste venne schierato - per un breve periodo - come centravanti.

## Carriera

### Club
Muove i suoi primi passi nelle giovanili del Damm, prima di trasferirsi al FC Andorra nella terza divisione spagnola. Nel 2001 passa all'Ionikos - società greca - insieme al fratello Toni.
Nel 2005 - dopo aver trascorso tre stagioni in Spagna nelle serie minori - viene tesserato dalla Triestina. Esordisce in Serie B il 26 ottobre 2005 contro il Catania. Viene sostituito al 78' da Massimiliano Esposito. Su richiesta del presidente Tonellotto, viene inizialmente schierato come centravanti, salvo poi tornare ad essere utilizzato come difensore.
Il 17 luglio 2009 viene ingaggiato dal Bellinzona, in Svizzera. Il 25 ottobre 2011 torna alla Triestina a parametro zero, in Lega Pro Prima Divisione. Rimasto svincolato in seguito al fallimento degli alabardati, il 29 agosto 2012 torna in patria, accasandosi al FC Andorra.

### Nazionale
Esordisce in nazionale - insieme al fratello Toni - il 22 giugno 1997 contro l'Estonia in amichevole. Il 16 agosto 2017 diventa - con 107 apparizioni - il giocatore con più presenze in nazionale, superando il precedente primato di Oscar Sonejee.
Il 17 novembre 2019 ottiene la striscia di presenze internazionali più lunga nella storia delle nazionali di calcio: dal 22 giugno 1997 al 17 novembre 2019, ovvero 22 anni e 148 giorni.
Nel 2020 viene escluso dalla nazionale per aver criticato i protocolli COVID-19 adottati dalla federazione. Il 19 maggio 2021 torna in nazionale, venendo convocato dal CT Koldo in vista degli impegni contro Irlanda e Gibilterra. Il 3 giugno subentra contro l'Irlanda al 76' al posto di Àlex Martínez, diventando il secondo giocatore, dopo Jari Litmanen, ad aver giocato in nazionale in quattro decadi diverse.
Il 13 settembre 2023 disputa la sua ultima partita, la 137ª per lui, sia con la nazionale che da calciatore contro la Svizzera (persa 3-0), venendo sostituito al 23'.

## Statistiche

### Presenze e reti nei club
Statistiche aggiornate al 4 giugno 2023.
| Stagione               | Squadra                | Campionato             | Campionato | Campionato | Coppe nazionali | Coppe nazionali | Coppe nazionali | Coppe continentali | Coppe continentali | Coppe continentali | Altre coppe | Altre coppe | Altre coppe | Totale | Totale |
| Stagione               | Squadra                | Comp                   | Pres       | Reti       | Comp            | Pres            | Reti            | Comp               | Pres               | Reti               | Comp        | Pres        | Reti        | Pres   | Reti   |
| ---------------------- | ---------------------- | ---------------------- | ---------- | ---------- | --------------- | --------------- | --------------- | ------------------ | ------------------ | ------------------ | ----------- | ----------- | ----------- | ------ | ------ |
| 1997-1998              | FC Andorra             | SDB                    | 32         | 0          | -               | -               | -               | -                  | -                  | -                  | -           | -           | -           | 32     | 0      |
| 1998-1999              | FC Andorra             | TD                     | 32         | 2          | -               | -               | -               | -                  | -                  | -                  | -           | -           | -           | 32     | 2      |
| 1999-2000              | Espanyol B             | TD                     | 1          | 0          | -               | -               | -               | -                  | -                  | -                  | -           | -           | -           | 1      | 0      |
| 2000-2001              | Sant Andreu            | TD                     | 25         | 2          | -               | -               | -               | -                  | -                  | -                  | -           | -           | -           | 25     | 2      |
| 2001-gen. 2002         | Ionikos                | AE                     | 0          | 0          | CG              | 0               | 0               | -                  | -                  | -                  |             | -           | -           | 0      | 0      |
| gen.-giu. 2002         | Pachuca                | PD                     | 3          | 0          | -               | -               | -               | -                  | -                  | -                  | -           | -           | -           | 3      | 0      |
| 2002-2003              | Las Palmas             | SD                     | 22         | 2          | CR              | 1               | 0               | -                  | -                  | -                  |             | -           | -           | 23     | 2      |
| 2003-gen. 2004         | Las Palmas             | SD                     | 3          | 0          | CR              | 0               | 0               | -                  | -                  | -                  |             | -           | -           | 3      | 0      |
| Totale Las Palmas      | Totale Las Palmas      | Totale Las Palmas      | 25         | 2          |                 | 1               | 0               |                    | -                  | -                  |             | -           | -           | 26     | 2      |
| gen.-giu. 2004         | Poli Ejido             | SD                     | 2          | 0          | CR              | -               | -               | -                  | -                  | -                  |             | -           | -           | 2      | 0      |
| 2004-2005              | Rayo Vallecano         | SDB                    | 32+2       | 1          | CR              | 1               | 0               | -                  | -                  | -                  |             | -           | -           | 35     | 1      |
| 2005-2006              | Triestina              | B                      | 21         | 0          | CI              | 0               | 0               | -                  | -                  | -                  | -           | -           | -           | 21     | 0      |
| 2006-2007              | Triestina              | B                      | 34         | 1          | CI              | 2               | 0               | -                  | -                  | -                  | -           | -           | -           | 36     | 1      |
| 2007-2008              | Triestina              | B                      | 21         | 0          | CI              | 3               | 0               | -                  | -                  | -                  | -           | -           | -           | 24     | 0      |
| 2008-2009              | Triestina              | B                      | 4          | 0          | CI              | 2               | 0               | -                  | -                  | -                  | -           | -           | -           | 6      | 0      |
| 2009-2010              | Bellinzona             | SL                     | 24+2       | 4          | CS              | 0               | 0               | -                  | -                  | -                  | -           | -           | -           | 26     | 4      |
| 2010-2011              | Bellinzona             | SL                     | 19         | 0          | CS              | 1               | 0               | -                  | -                  | -                  | -           | -           | -           | 20     | 0      |
| Totale Bellinzona      | Totale Bellinzona      | Totale Bellinzona      | 43+2       | 4          |                 | 1               | 0               |                    | -                  | -                  |             | -           | -           | 46     | 4      |
| 2011-2012              | Triestina              | 1D                     | 17         | 2          | CI+CI-LP        | 0               | 0               | -                  | -                  | -                  | -           | -           | -           | 17     | 2      |
| Totale Triestina       | Totale Triestina       | Totale Triestina       | 97         | 3          |                 | 7               | 0               |                    | -                  | -                  |             | -           | -           | 104    | 3      |
| 2012-2013              | FC Andorra             | PC                     | 17         | 5          | -               | -               | -               | -                  | -                  | -                  |             | -           | -           | 17     | 5      |
| 2013-2014              | FC Andorra             | PC                     | 28         | 10         | -               | -               | -               | -                  | -                  | -                  |             | -           | -           | 28     | 10     |
| Totale FC Andorra      | Totale FC Andorra      | Totale FC Andorra      | 109        | 17         |                 | -               | -               |                    | -                  | -                  |             | -           | -           | 109    | 17     |
| 2014-2015              | FC Santa Coloma        | PD                     | 7+5        | 2+1        | CC              | 4               | 4               | UCL                | 2                  | 1                  | SA          | 1           | 0           | 19     | 8      |
| 2015-2016              | FC Santa Coloma        | PD                     | 12+5       | 3+1        | CC              | 2               | 1               | UCL                | 2                  | 1                  | SA          | 0           | 0           | 21     | 6      |
| 2016-2017              | FC Santa Coloma        | PD                     | 13+5       | 0          | CC              | 2               | 0               | UCL                | 2                  | 0                  | SA          | 0           | 0           | 22     | 0      |
| 2017-2018              | FC Santa Coloma        | PD                     | 15+3       | 3          | CC              | 1               | 1               | UCL                | 2                  | 1                  | SA          | 1           | 0           | 22     | 5      |
| ago. 2018              | FC Santa Coloma        | PD                     | 0          | 0          | CC              | 0               | 0               | UCL+UEL            | 1+2                | 0                  | SA          | 0           | 0           | 3      | 0      |
| Totale FC Santa Coloma | Totale FC Santa Coloma | Totale FC Santa Coloma | 65         | 10         |                 | 9               | 6               |                    | 11                 | 3                  |             | 2           | 0           | 87     | 19     |
| ago. 2018-2019         | Inter Escaldes         | PD                     | 9+6        | 0          | CC              | 1               | 0               | -                  | -                  | -                  | -           | -           | -           | 16     | 0      |
| 2019-2020              | Inter Escaldes         | PD                     | 18+2       | 2          | CC              | 1               | 0               | -                  | -                  | -                  | -           | -           | -           | 21     | 2      |
| 2020-2021              | Inter Escaldes         | PD                     | 7+3        | 1          | CC              | 1               | 0               | UCL+UEL            | 0+1                | 0                  | SA          | 1           | 1           | 13     | 2      |
| 2021-2022              | Inter Escaldes         | PD                     | 2+5        | 0+2        | CC              | 0               | 0               | UCL+UECL           | 2+1                | 0                  | SA          | 1           | 0           | 11     | 2      |
| set. 2022              | Inter Escaldes         | PD                     | 0          | 0          | CC              | 0               | 0               | UCL+UECL           | 2+1                | 0                  | SA          | 0           | 0           | 3      | 0      |
| Totale Inter Escaldes  | Totale Inter Escaldes  | Totale Inter Escaldes  | 52         | 5          |                 | 3               | 0               |                    | 7                  | 0                  |             | 2           | 1           | 64     | 6      |
| set. 2022-2023         | FC Andorra B           | TC                     | 13         | 0          | -               | -               | -               | -                  | -                  | -                  |             | -           | -           | 13     | 0      |
| Totale carriera        | Totale carriera        | Totale carriera        | 471        | 43         |                 | 22              | 6               |                    | 18                 | 3                  |             | 4           | 1           | 515    | 53     |

### Cronologia presenze e reti in nazionale
| Cronologia completa delle presenze e delle reti in nazionale ― Andorra | Cronologia completa delle presenze e delle reti in nazionale ― Andorra | Cronologia completa delle presenze e delle reti in nazionale ― Andorra | Cronologia completa delle presenze e delle reti in nazionale ― Andorra | Cronologia completa delle presenze e delle reti in nazionale ― Andorra | Cronologia completa delle presenze e delle reti in nazionale ― Andorra | Cronologia completa delle presenze e delle reti in nazionale ― Andorra | Cronologia completa delle presenze e delle reti in nazionale ― Andorra |
| Data                                                                   | Città                                                                  | In casa                                                                | Risultato                                                              | Ospiti                                                                 | Competizione                                                           | Reti                                                                   | Note                                                                   |
| ---------------------------------------------------------------------- | ---------------------------------------------------------------------- | ---------------------------------------------------------------------- | ---------------------------------------------------------------------- | ---------------------------------------------------------------------- | ---------------------------------------------------------------------- | ---------------------------------------------------------------------- | ---------------------------------------------------------------------- |
| 22-6-1997                                                              | Kuressaare                                                             | Estonia                                                                | 4 – 1                                                                  | Andorra                                                                | Amichevole                                                             | 1                                                                      |                                                                        |
| 25-6-1997                                                              | Riga                                                                   | Lettonia                                                               | 4 – 1                                                                  | Andorra                                                                | Amichevole                                                             | -                                                                      | 40’                                                                    |
| 3-6-1998                                                               | Saint-Ouen                                                             | Andorra                                                                | 0 – 3                                                                  | Brasile                                                                | Amichevole                                                             | -                                                                      |                                                                        |
| 22-6-1998                                                              | Kuressaare                                                             | Estonia                                                                | 2 – 1                                                                  | Andorra                                                                | Amichevole                                                             | -                                                                      | 24’                                                                    |
| 24-6-1998                                                              | Tallinn                                                                | Andorra                                                                | 0 – 0                                                                  | Azerbaigian                                                            | Amichevole                                                             | -                                                                      | 56’                                                                    |
| 26-6-1998                                                              | Pärnu                                                                  | Andorra                                                                | 0 – 2                                                                  | Lettonia                                                               | Amichevole                                                             | -                                                                      | 41’                                                                    |
| 29-6-1998                                                              | Karksi-Nuia                                                            | Andorra                                                                | 0 – 4                                                                  | Lituania                                                               | Amichevole                                                             | -                                                                      | 7’ 54’                                                                 |
| 10-10-1998                                                             | Andorra la Vella                                                       | Andorra                                                                | 0 – 2                                                                  | Ucraina                                                                | Qual. Euro 2000                                                        | -                                                                      |                                                                        |
| 14-10-1998                                                             | Saint-Denis                                                            | Francia                                                                | 2 – 0                                                                  | Andorra                                                                | Qual. Euro 2000                                                        | -                                                                      |                                                                        |
| 3-3-1999                                                               | San Fernando                                                           | Andorra                                                                | 0 – 0                                                                  | Fær Øer                                                                | Amichevole                                                             | -                                                                      |                                                                        |
| 27-3-1999                                                              | Andorra la Vella                                                       | Andorra                                                                | 0 – 2                                                                  | Islanda                                                                | Qual. Euro 2000                                                        | -                                                                      |                                                                        |
| 31-3-1999                                                              | Mosca                                                                  | Russia                                                                 | 6 – 1                                                                  | Andorra                                                                | Qual. Euro 2000                                                        | -                                                                      | 61’                                                                    |
| 5-6-1999                                                               | Kiev                                                                   | Ucraina                                                                | 4 – 0                                                                  | Andorra                                                                | Qual. Euro 2000                                                        | -                                                                      |                                                                        |
| 9-6-1999                                                               | Barcellona                                                             | Andorra                                                                | 0 – 1                                                                  | Francia                                                                | Qual. Euro 2000                                                        | -                                                                      | 71’                                                                    |
| 18-8-1999                                                              | Lisbona                                                                | Portogallo                                                             | 4 – 0                                                                  | Andorra                                                                | Amichevole                                                             | -                                                                      |                                                                        |
| 8-9-1999                                                               | Andorra la Vella                                                       | Andorra                                                                | 1 – 2                                                                  | Russia                                                                 | Qual. Euro 2000                                                        | -                                                                      |                                                                        |
| 9-10-1999                                                              | Andorra la Vella                                                       | Andorra                                                                | 0 – 3                                                                  | Armenia                                                                | Qual. Euro 2000                                                        | -                                                                      |                                                                        |
| 6-2-2000                                                               | Ta' Qali                                                               | Albania                                                                | 3 – 0                                                                  | Andorra                                                                | Amichevole                                                             | -                                                                      |                                                                        |
| 8-2-2000                                                               | Ta' Qali                                                               | Malta                                                                  | 1 – 1                                                                  | Andorra                                                                | Amichevole                                                             | -                                                                      |                                                                        |
| 10-2-2000                                                              | Ta' Qali                                                               | Andorra                                                                | 2 – 0                                                                  | Azerbaigian                                                            | Amichevole                                                             | -                                                                      |                                                                        |
| 26-4-2000                                                              | Aixovall                                                               | Andorra                                                                | 2 – 0                                                                  | Bielorussia                                                            | Amichevole                                                             | -                                                                      | 53’                                                                    |
| 16-8-2000                                                              | Tallinn                                                                | Estonia                                                                | 1 – 0                                                                  | Andorra                                                                | Qual. Mondiali 2002                                                    | -                                                                      |                                                                        |
| 2-9-2000                                                               | Andorra la Vella                                                       | Andorra                                                                | 2 – 3                                                                  | Cipro                                                                  | Qual. Mondiali 2002                                                    | 1                                                                      |                                                                        |
| 7-10-2000                                                              | Andorra la Vella                                                       | Andorra                                                                | 1 – 2                                                                  | Estonia                                                                | Qual. Mondiali 2002                                                    | -                                                                      |                                                                        |
| 15-11-2000                                                             | Limassol                                                               | Cipro                                                                  | 5 – 0                                                                  | Andorra                                                                | Qual. Mondiali 2002                                                    | -                                                                      | 88’                                                                    |
| 24-3-2001                                                              | Barcellona                                                             | Andorra                                                                | 0 – 5                                                                  | Paesi Bassi                                                            | Qual. Mondiali 2002                                                    | -                                                                      |                                                                        |
| 28-3-2001                                                              | Barcellona                                                             | Andorra                                                                | 0 – 3                                                                  | Irlanda                                                                | Qual. Mondiali 2002                                                    | -                                                                      |                                                                        |
| 25-4-2001                                                              | Dublino                                                                | Irlanda                                                                | 3 – 1                                                                  | Andorra                                                                | Qual. Mondiali 2002                                                    | 1                                                                      |                                                                        |
| 27-3-2002                                                              | Ta' Qali                                                               | Malta                                                                  | 1 – 1                                                                  | Andorra                                                                | Amichevole                                                             | 1                                                                      |                                                                        |
| 17-4-2002                                                              | Andorra la Vella                                                       | Andorra                                                                | 2 – 0                                                                  | Albania                                                                | Amichevole                                                             | -                                                                      |                                                                        |
| 21-8-2002                                                              | Reykjavík                                                              | Islanda                                                                | 3 – 0                                                                  | Andorra                                                                | Amichevole                                                             | -                                                                      |                                                                        |
| 16-10-2002                                                             | Sofia                                                                  | Bulgaria                                                               | 2 – 1                                                                  | Andorra                                                                | Qual. Euro 2004                                                        | -                                                                      | 44’                                                                    |
| 7-6-2003                                                               | Tallinn                                                                | Estonia                                                                | 2 – 0                                                                  | Andorra                                                                | Qual. Euro 2004                                                        | -                                                                      |                                                                        |
| 11-6-2003                                                              | Gand                                                                   | Belgio                                                                 | 3 – 0                                                                  | Andorra                                                                | Qual. Euro 2004                                                        | -                                                                      |                                                                        |
| 14-4-2004                                                              | Peralada                                                               | Andorra                                                                | 0 – 0                                                                  | Cina                                                                   | Amichevole                                                             | -                                                                      | 46’                                                                    |
| 28-5-2004                                                              | Montpellier                                                            | Francia                                                                | 4 – 0                                                                  | Andorra                                                                | Amichevole                                                             | -                                                                      |                                                                        |
| 5-6-2004                                                               | Getafe                                                                 | Spagna                                                                 | 4 – 0                                                                  | Andorra                                                                | Amichevole                                                             | -                                                                      |                                                                        |
| 8-9-2004                                                               | Andorra la Vella                                                       | Andorra                                                                | 1 – 5                                                                  | Romania                                                                | Qual. Mondiali 2006                                                    | -                                                                      | 63’, 80’                                                               |
| 17-11-2004                                                             | Barcellona                                                             | Andorra                                                                | 0 – 3                                                                  | Paesi Bassi                                                            | Qual. Mondiali 2006                                                    | -                                                                      |                                                                        |
| 9-2-2005                                                               | Skopje                                                                 | Macedonia                                                              | 0 – 0                                                                  | Andorra                                                                | Qual. Mondiali 2006                                                    | -                                                                      | 42’                                                                    |
| 30-3-2005                                                              | Andorra la Vella                                                       | Andorra                                                                | 0 – 4                                                                  | Rep. Ceca                                                              | Qual. Mondiali 2006                                                    | -                                                                      | 26’                                                                    |
| 17-8-2005                                                              | Costanza                                                               | Romania                                                                | 2 – 0                                                                  | Andorra                                                                | Qual. Mondiali 2006                                                    | -                                                                      |                                                                        |
| 3-9-2005                                                               | Andorra la Vella                                                       | Andorra                                                                | 0 – 0                                                                  | Finlandia                                                              | Qual. Mondiali 2006                                                    | -                                                                      | 57’                                                                    |
| 12-10-2005                                                             | Andorra la Vella                                                       | Andorra                                                                | 0 – 3                                                                  | Armenia                                                                | Qual. Mondiali 2006                                                    | -                                                                      | 44’                                                                    |
| 7-2-2007                                                               | Andorra la Vella                                                       | Andorra                                                                | 0 – 0                                                                  | Armenia                                                                | Amichevole                                                             | -                                                                      |                                                                        |
| 6-6-2007                                                               | Andorra la Vella                                                       | Andorra                                                                | 0 – 2                                                                  | Israele                                                                | Qual. Euro 2008                                                        | -                                                                      | 26’                                                                    |
| 22-8-2007                                                              | Tallinn                                                                | Estonia                                                                | 2 – 1                                                                  | Andorra                                                                | Qual. Euro 2008                                                        | -                                                                      | 42’                                                                    |
| 17-10-2007                                                             | Skopje                                                                 | Macedonia                                                              | 3 – 0                                                                  | Andorra                                                                | Qual. Euro 2008                                                        | -                                                                      | 26’                                                                    |
| 17-11-2007                                                             | Andorra la Vella                                                       | Andorra                                                                | 0 – 2                                                                  | Estonia                                                                | Qual. Euro 2008                                                        | -                                                                      | 81’                                                                    |
| 21-11-2007                                                             | Andorra la Vella                                                       | Andorra                                                                | 0 – 1                                                                  | Russia                                                                 | Qual. Euro 2008                                                        | -                                                                      | 46’                                                                    |
| 26-3-2008                                                              | Andorra la Vella                                                       | Andorra                                                                | 0 – 3                                                                  | Lettonia                                                               | Amichevole                                                             | -                                                                      |                                                                        |
| 4-6-2008                                                               | Andorra la Vella                                                       | Andorra                                                                | 1 – 2                                                                  | Azerbaigian                                                            | Amichevole                                                             | 1                                                                      | 81’                                                                    |
| 20-8-2008                                                              | Almaty                                                                 | Kazakistan                                                             | 3 – 0                                                                  | Andorra                                                                | Qual. Mondiali 2010                                                    | -                                                                      | 38’                                                                    |
| 6-9-2008                                                               | Barcellona                                                             | Andorra                                                                | 0 – 2                                                                  | Inghilterra                                                            | Qual. Mondiali 2010                                                    | -                                                                      |                                                                        |
| 10-9-2008                                                              | Andorra la Vella                                                       | Andorra                                                                | 1 – 3                                                                  | Bielorussia                                                            | Qual. Mondiali 2010                                                    | -                                                                      |                                                                        |
| 15-10-2008                                                             | Zagabria                                                               | Croazia                                                                | 4 – 0                                                                  | Andorra                                                                | Qual. Mondiali 2010                                                    | -                                                                      | 86’                                                                    |
| 11-2-2009                                                              | Albufeira                                                              | Andorra                                                                | 1 – 3                                                                  | Lituania                                                               | Amichevole                                                             | 1                                                                      |                                                                        |
| 6-6-2009                                                               | Hrodna                                                                 | Bielorussia                                                            | 5 – 1                                                                  | Andorra                                                                | Qual. Mondiali 2010                                                    | 1                                                                      |                                                                        |
| 10-6-2009                                                              | Londra                                                                 | Inghilterra                                                            | 6 – 0                                                                  | Andorra                                                                | Qual. Mondiali 2010                                                    | -                                                                      | 63’                                                                    |
| 9-9-2009                                                               | Andorra la Vella                                                       | Andorra                                                                | 1 – 3                                                                  | Kazakistan                                                             | Qual. Mondiali 2010                                                    | -                                                                      |                                                                        |
| 14-10-2009                                                             | Andorra la Vella                                                       | Andorra                                                                | 0 – 6                                                                  | Ucraina                                                                | Qual. Mondiali 2010                                                    | -                                                                      | 81’                                                                    |
| 11-8-2010                                                              | Larnaca                                                                | Cipro                                                                  | 1 – 0                                                                  | Andorra                                                                | Amichevole                                                             | -                                                                      | Cap. 51’                                                               |
| 3-9-2010                                                               | Andorra la Vella                                                       | Andorra                                                                | 0 – 2                                                                  | Russia                                                                 | Qual. Euro 2012                                                        | -                                                                      | Cap. 26’                                                               |
| 7-9-2010                                                               | Dublino                                                                | Irlanda                                                                | 3 – 1                                                                  | Andorra                                                                | Qual. Euro 2012                                                        | -                                                                      | Cap. 34’                                                               |
| 12-10-2010                                                             | Erevan                                                                 | Armenia                                                                | 4 – 0                                                                  | Andorra                                                                | Qual. Euro 2012                                                        | -                                                                      | Cap. 61’                                                               |
| 9-2-2011                                                               | Lagos                                                                  | Andorra                                                                | 1 – 2                                                                  | Moldavia                                                               | Amichevole                                                             | -                                                                      | 37’                                                                    |
| 26-3-2011                                                              | Andorra la Vella                                                       | Andorra                                                                | 0 – 1                                                                  | Slovacchia                                                             | Qual. Euro 2012                                                        | -                                                                      |                                                                        |
| 4-6-2011                                                               | Bratislava                                                             | Slovacchia                                                             | 1 – 0                                                                  | Andorra                                                                | Qual. Euro 2012                                                        | -                                                                      |                                                                        |
| 2-9-2011                                                               | Andorra la Vella                                                       | Andorra                                                                | 0 – 3                                                                  | Armenia                                                                | Qual. Euro 2012                                                        | -                                                                      | Cap. 90’                                                               |
| 7-10-2011                                                              | Andorra la Vella                                                       | Andorra                                                                | 0 – 2                                                                  | Irlanda                                                                | Qual. Euro 2012                                                        | -                                                                      | Cap. 81’                                                               |
| 11-10-2011                                                             | Mosca                                                                  | Russia                                                                 | 6 – 0                                                                  | Andorra                                                                | Qual. Euro 2012                                                        | -                                                                      | Cap. 62’                                                               |
| 30-5-2012                                                              | Kelsterbach                                                            | Andorra                                                                | 0 – 0                                                                  | Azerbaigian                                                            | Amichevole                                                             | -                                                                      | 38’ 58’                                                                |
| 2-6-2012                                                               | Varsavia                                                               | Polonia                                                                | 4 – 0                                                                  | Andorra                                                                | Amichevole                                                             | -                                                                      | Cap. 38’                                                               |
| 14-8-2012                                                              | Vaduz                                                                  | Liechtenstein                                                          | 1 – 0                                                                  | Andorra                                                                | Amichevole                                                             | -                                                                      | Cap. 82’                                                               |
| 7-9-2012                                                               | Andorra la Vella                                                       | Andorra                                                                | 0 – 5                                                                  | Ungheria                                                               | Qual. Mondiali 2014                                                    | -                                                                      | Cap.                                                                   |
| 11-9-2012                                                              | Bucarest                                                               | Romania                                                                | 4 – 0                                                                  | Andorra                                                                | Qual. Mondiali 2014                                                    | -                                                                      | Cap. 51’                                                               |
| 12-10-2012                                                             | Rotterdam                                                              | Paesi Bassi                                                            | 3 – 0                                                                  | Andorra                                                                | Qual. Mondiali 2014                                                    | -                                                                      | Cap.                                                                   |
| 16-10-2012                                                             | Andorra la Vella                                                       | Andorra                                                                | 0 – 1                                                                  | Estonia                                                                | Qual. Mondiali 2014                                                    | -                                                                      | Cap.                                                                   |
| 22-3-2013                                                              | Andorra la Vella                                                       | Andorra                                                                | 0 – 2                                                                  | Turchia                                                                | Qual. Mondiali 2014                                                    | -                                                                      | Cap.                                                                   |
| 26-3-2013                                                              | Tallinn                                                                | Estonia                                                                | 2 – 0                                                                  | Andorra                                                                | Qual. Mondiali 2014                                                    | -                                                                      | Cap.                                                                   |
| 14-8-2013                                                              | Chișinău                                                               | Moldavia                                                               | 1 – 1                                                                  | Andorra                                                                | Amichevole                                                             | -                                                                      | 43’                                                                    |
| 6-9-2013                                                               | Kayseri                                                                | Turchia                                                                | 5 – 0                                                                  | Andorra                                                                | Qual. Mondiali 2014                                                    | -                                                                      | Cap. 64’                                                               |
| 10-9-2013                                                              | Andorra la Vella                                                       | Andorra                                                                | 0 – 2                                                                  | Paesi Bassi                                                            | Qual. Mondiali 2014                                                    | -                                                                      | Cap. 39’                                                               |
| 15-10-2013                                                             | Budapest                                                               | Ungheria                                                               | 2 – 0                                                                  | Andorra                                                                | Qual. Mondiali 2014                                                    | -                                                                      |                                                                        |
| 5-3-2014                                                               | Andorra la Vella                                                       | Andorra                                                                | 0 – 3                                                                  | Moldavia                                                               | Amichevole                                                             | -                                                                      |                                                                        |
| 26-3-2014                                                              | Alzira                                                                 | Indonesia                                                              | 1 – 0                                                                  | Andorra                                                                | Amichevole                                                             | -                                                                      |                                                                        |
| 9-9-2014                                                               | Andorra la Vella                                                       | Andorra                                                                | 1 – 2                                                                  | Galles                                                                 | Qual. Euro 2016                                                        | 1                                                                      | Cap.                                                                   |
| 10-10-2014                                                             | Bruxelles                                                              | Belgio                                                                 | 6 – 0                                                                  | Andorra                                                                | Qual. Euro 2016                                                        | -                                                                      | Cap.                                                                   |
| 13-10-2014                                                             | Andorra la Vella                                                       | Andorra                                                                | 1 – 4                                                                  | Israele                                                                | Qual. Euro 2016                                                        | 1                                                                      | Cap. 40’                                                               |
| 16-11-2014                                                             | Nicosia                                                                | Cipro                                                                  | 5 – 0                                                                  | Andorra                                                                | Qual. Euro 2016                                                        | -                                                                      | Cap. 49’                                                               |
| 28-3-2015                                                              | Andorra la Vella                                                       | Andorra                                                                | 0 – 3                                                                  | Bosnia ed Erzegovina                                                   | Qual. Euro 2016                                                        | -                                                                      |                                                                        |
| 12-6-2015                                                              | Andorra la Vella                                                       | Andorra                                                                | 1 – 3                                                                  | Cipro                                                                  | Qual. Euro 2016                                                        | -                                                                      | 67’                                                                    |
| 3-9-2015                                                               | Haifa                                                                  | Israele                                                                | 4 – 0                                                                  | Andorra                                                                | Qual. Euro 2016                                                        | -                                                                      | Cap.                                                                   |
| 6-9-2015                                                               | Zenica                                                                 | Bosnia ed Erzegovina                                                   | 3 – 0                                                                  | Andorra                                                                | Qual. Euro 2016                                                        | -                                                                      |                                                                        |
| 10-10-2015                                                             | Andorra la Vella                                                       | Andorra                                                                | 1 – 4                                                                  | Belgio                                                                 | Qual. Euro 2016                                                        | 1                                                                      |                                                                        |
| 13-10-2015                                                             | Cardiff                                                                | Galles                                                                 | 2 – 0                                                                  | Andorra                                                                | Qual. Euro 2016                                                        | -                                                                      | 15’                                                                    |
| 12-11-2015                                                             | Andorra la Vella                                                       | Andorra                                                                | 0 – 1                                                                  | Saint Kitts e Nevis                                                    | Amichevole                                                             | -                                                                      | 90+1’                                                                  |
| 28-3-2016                                                              | Paola                                                                  | Andorra                                                                | 0 – 1                                                                  | Moldavia                                                               | Amichevole                                                             | -                                                                      | Cap.                                                                   |
| 26-5-2016                                                              | Bad Erlach                                                             | Azerbaigian                                                            | 0 – 0                                                                  | Andorra                                                                | Amichevole                                                             | -                                                                      | 52’                                                                    |
| 1-6-2016                                                               | Tallinn                                                                | Estonia                                                                | 2 – 0                                                                  | Andorra                                                                | Amichevole                                                             | -                                                                      | Cap. 86’                                                               |
| 6-9-2016                                                               | Andorra la Vella                                                       | Andorra                                                                | 0 – 1                                                                  | Lettonia                                                               | Qual. Mondiali 2018                                                    | -                                                                      | Cap.                                                                   |
| 7-10-2016                                                              | Aveiro                                                                 | Portogallo                                                             | 6 – 0                                                                  | Andorra                                                                | Qual. Mondiali 2018                                                    | -                                                                      | Cap. 85’                                                               |
| 10-10-2016                                                             | Andorra la Vella                                                       | Andorra                                                                | 1 – 2                                                                  | Svizzera                                                               | Qual. Mondiali 2018                                                    | -                                                                      | Cap. 18’                                                               |
| 22-2-2017                                                              | Serravalle                                                             | San Marino                                                             | 0 – 2                                                                  | Andorra                                                                | Amichevole                                                             | 1                                                                      | Cap.                                                                   |
| 25-3-2017                                                              | Andorra la Vella                                                       | Andorra                                                                | 0 – 0                                                                  | Fær Øer                                                                | Qual. Mondiali 2018                                                    | -                                                                      | Cap. 90’                                                               |
| 9-6-2017                                                               | Andorra la Vella                                                       | Andorra                                                                | 1 – 0                                                                  | Ungheria                                                               | Qual. Mondiali 2018                                                    | -                                                                      | Cap.                                                                   |
| 16-8-2017                                                              | Burton-upon-Trent                                                      | Andorra                                                                | 0 – 1                                                                  | Qatar                                                                  | Amichevole                                                             | -                                                                      | Cap.                                                                   |
| 31-8-2017                                                              | San Gallo                                                              | Svizzera                                                               | 3 – 0                                                                  | Andorra                                                                | Qual. Mondiali 2018                                                    | -                                                                      | Cap.                                                                   |
| 3-9-2017                                                               | Tórshavn                                                               | Fær Øer                                                                | 1 – 0                                                                  | Andorra                                                                | Qual. Mondiali 2018                                                    | -                                                                      | Cap.                                                                   |
| 7-10-2017                                                              | Andorra la Vella                                                       | Andorra                                                                | 0 – 2                                                                  | Portogallo                                                             | Qual. Mondiali 2018                                                    | -                                                                      | Cap.                                                                   |
| 10-10-2017                                                             | Riga                                                                   | Lettonia                                                               | 4 – 0                                                                  | Andorra                                                                | Qual. Mondiali 2018                                                    | -                                                                      | Cap. 55’                                                               |
| 3-6-2018                                                               | Cova da Piedade                                                        | Capo Verde                                                             | 0 – 0 (4 – 2 dtr)                                                      | Andorra                                                                | Amichevole                                                             | -                                                                      | Cap. 45’                                                               |
| 18-8-2018                                                              | Grödig                                                                 | Emirati Arabi Uniti                                                    | 0 – 0                                                                  | Andorra                                                                | Amichevole                                                             | -                                                                      | Cap.                                                                   |
| 6-9-2018                                                               | Riga                                                                   | Lettonia                                                               | 0 – 0                                                                  | Andorra                                                                | UEFA Nations League 2018-2019 - 1º turno                               | -                                                                      | Cap. 73’                                                               |
| 10-9-2018                                                              | Andorra la Vella                                                       | Andorra                                                                | 1 – 1                                                                  | Kazakistan                                                             | UEFA Nations League 2018-2019 - 1º turno                               | -                                                                      | Cap.                                                                   |
| 13-10-2018                                                             | Tbilisi                                                                | Georgia                                                                | 3 – 0                                                                  | Andorra                                                                | UEFA Nations League 2018-2019 - 1º turno                               | -                                                                      | Cap.                                                                   |
| 16-10-2018                                                             | Astana                                                                 | Kazakistan                                                             | 4 – 0                                                                  | Andorra                                                                | UEFA Nations League 2018-2019 - 1º turno                               | -                                                                      | Cap.                                                                   |
| 15-11-2018                                                             | Andorra la Vella                                                       | Andorra                                                                | 1 – 1                                                                  | Georgia                                                                | UEFA Nations League 2018-2019 - 1º turno                               | -                                                                      | Cap.                                                                   |
| 19-11-2018                                                             | Andorra la Vella                                                       | Andorra                                                                | 0 – 0                                                                  | Lettonia                                                               | UEFA Nations League 2018-2019 - 1º turno                               | -                                                                      | Cap.                                                                   |
| 22-3-2019                                                              | Andorra la Vella                                                       | Andorra                                                                | 0 – 2                                                                  | Islanda                                                                | Qual. Euro 2020                                                        | -                                                                      | Cap.                                                                   |
| 25-3-2019                                                              | Andorra la Vella                                                       | Andorra                                                                | 0 – 3                                                                  | Albania                                                                | Qual. Euro 2020                                                        | -                                                                      | Cap. 6’                                                                |
| 8-6-2019                                                               | Chișinău                                                               | Moldavia                                                               | 1 – 0                                                                  | Andorra                                                                | Qual. Euro 2020                                                        | -                                                                      | Cap.                                                                   |
| 11-6-2019                                                              | Andorra la Vella                                                       | Andorra                                                                | 0 – 4                                                                  | Francia                                                                | Qual. Euro 2020                                                        | -                                                                      | Cap. 90+4’                                                             |
| 7-9-2019                                                               | Istanbul                                                               | Turchia                                                                | 1 – 0                                                                  | Andorra                                                                | Qual. Euro 2020                                                        | -                                                                      | Cap.                                                                   |
| 10-9-2019                                                              | Saint-Denis                                                            | Francia                                                                | 3 – 0                                                                  | Andorra                                                                | Qual. Euro 2020                                                        | -                                                                      | Cap.                                                                   |
| 11-10-2019                                                             | Andorra la Vella                                                       | Andorra                                                                | 1 – 0                                                                  | Moldavia                                                               | Qual. Euro 2020                                                        | -                                                                      | Cap.                                                                   |
| 14-10-2019                                                             | Reykjavík                                                              | Islanda                                                                | 2 – 0                                                                  | Andorra                                                                | Qual. Euro 2020                                                        | -                                                                      | Cap. 65’                                                               |
| 17-11-2019                                                             | Andorra la Vella                                                       | Andorra                                                                | 0 – 2                                                                  | Turchia                                                                | Qual. Euro 2020                                                        | -                                                                      | Cap. 42’                                                               |
| 3-6-2021                                                               | Andorra la Vella                                                       | Andorra                                                                | 1 – 4                                                                  | Irlanda                                                                | Amichevole                                                             | -                                                                      | 76’                                                                    |
| 7-6-2021                                                               | Andorra la Vella                                                       | Andorra                                                                | 0 – 0                                                                  | Gibilterra                                                             | Amichevole                                                             | -                                                                      | 86’                                                                    |
| 5-9-2021                                                               | Londra                                                                 | Inghilterra                                                            | 4 – 0                                                                  | Andorra                                                                | Qual. Mondiali 2022                                                    | -                                                                      | 86’                                                                    |
| 8-9-2021                                                               | Bucarest                                                               | Ungheria                                                               | 2 – 1                                                                  | Andorra                                                                | Qual. Mondiali 2022                                                    | -                                                                      | 80’                                                                    |
| 9-10-2021                                                              | Andorra la Vella                                                       | Andorra                                                                | 0 – 5                                                                  | Inghilterra                                                            | Qual. Mondiali 2022                                                    | -                                                                      | 31’ 63’                                                                |
| 10-6-2022                                                              | Andorra la Vella                                                       | Andorra                                                                | 2 – 1                                                                  | Liechtenstein                                                          | UEFA Nations League 2022-2023 - 1º turno                               | -                                                                      | 85’                                                                    |
| 16-6-2023                                                              | Andorra la Vella                                                       | Andorra                                                                | 1 – 2                                                                  | Svizzera                                                               | Qual. Euro 2024                                                        | -                                                                      | 87’                                                                    |
| 9-9-2023                                                               | Andorra la Vella                                                       | Andorra                                                                | 0 – 0                                                                  | Bielorussia                                                            | Qual. Euro 2024                                                        | -                                                                      | 90+5’                                                                  |
| 12-9-2023                                                              | Sion                                                                   | Svizzera                                                               | 3 – 0                                                                  | Andorra                                                                | Qual. Euro 2024                                                        | -                                                                      | Cap. 23’                                                               |
| Totale                                                                 |                                                                        | Presenze (1º posto)                                                    | 137                                                                    |                                                                        | Reti (1º posto)                                                        | 11                                                                     |                                                                        |

## Palmarès

### Club

#### Competizioni nazionali
- Campionato andorrano di calcio: 7

FC Santa Coloma: 2014-2015, 2015-2016, 2016-2017, 2017-2018
Inter Escaldes: 2019-2020, 2020-2021, 2021-2022
- Coppa d'Andorra: 2

FC Santa Coloma: 2017-2018
Inter Escaldes: 2020
- Supercoppa d'Andorra: 4

FC Santa Coloma: 2015, 2017
Inter Escaldes: 2020, 2021